# Saint-Gor
Saint-Gor település Franciaországban, Landes megyében. Lakosainak száma 312 fő (2022. január 1.). Saint-Gor Arue, Bourriot-Bergonce, Losse, Retjons, Roquefort, Saint-Justin, Sarbazan és Vielle-Soubiran községekkel határos.

## Népesség
A település népessége az elmúlt években az alábbi módon változott:
| Lakosok száma | 308  | 232  | 241  | 260  | 318  | 308  | 302  | 312  | 317  | 312  |
|               | 1968 | 1982 | 1990 | 2006 | 2013 | 2015 | 2017 | 2019 | 2020 | 2022 |